# St. Johann (Gemeinde Glödnitz)
St. Johann war im 19. Jahrhundert eine Ortschaft in der Gemeinde Glödnitz im Bezirk St. Veit an der Glan in Kärnten. Der Ort wird heute als Teil der Ortschaften Altenmarkt und Brenitz betrachtet.

## Lage
Linksseitig im Gurktal, etwa 1 km westlich des Ortskerns von Altenmarkt, liegt das Haus vulgo Messner, etwa 200 m unterhalb der Hannser-Kirche.

## Geschichte

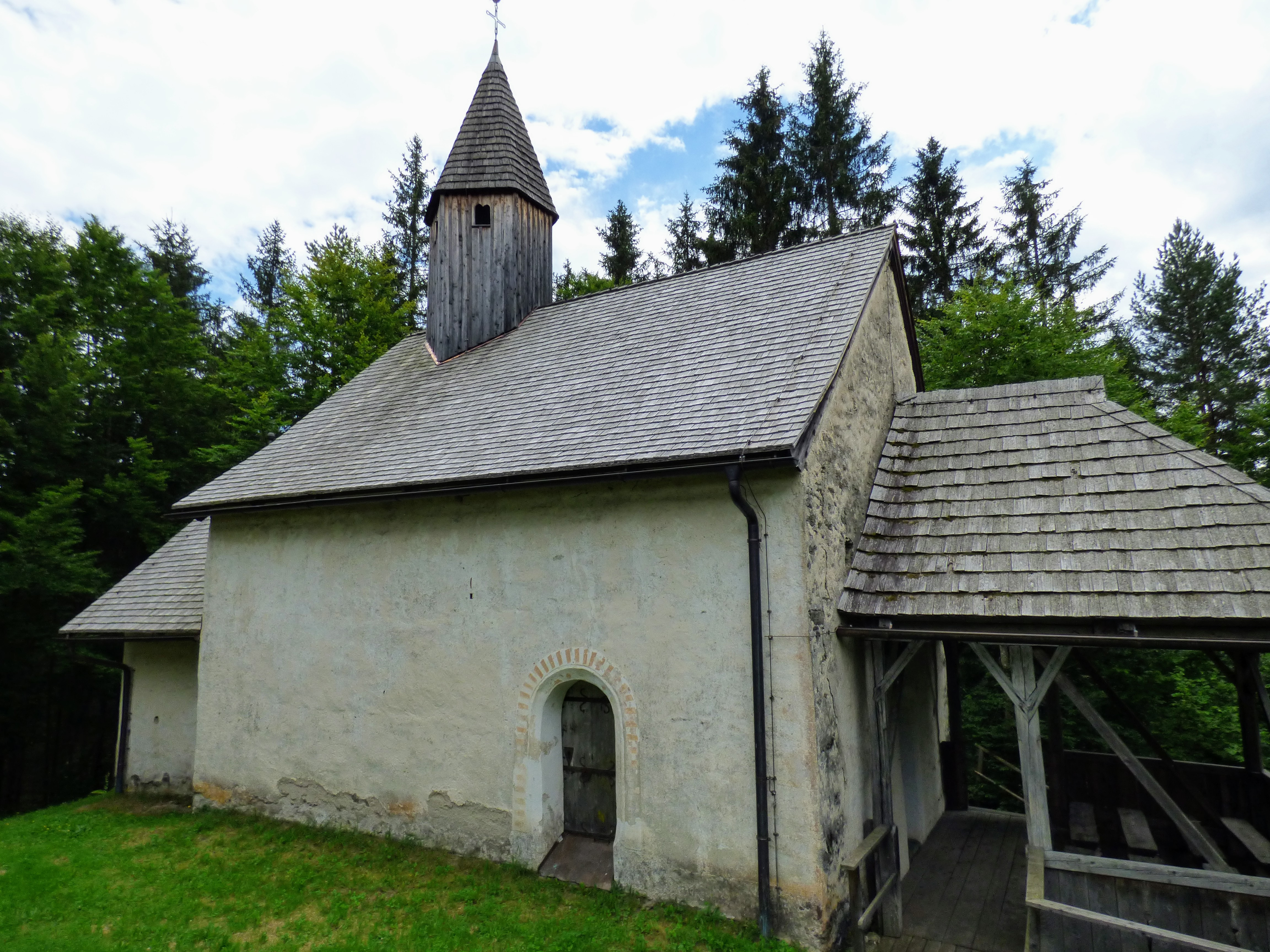
Hannser-Kirche

Die Hannser-Kirche wird urkundlich im späten 12. oder frühen 13. Jahrhundert erstmals erwähnt.
Nach Gründung der Ortsgemeinden Mitte des 19. Jahrhunderts kam St. Johann zur Gemeinde Weitensfeld. Bei der Volkszählung 1869 wurde der Ort als eigene Ortschaft geführt. In späteren Volkszählungen erscheint der Name St. Johann nicht mehr. Das Messnerhaus wird nun zur Ortschaft Altenmarkt gezählt, die Hannser-Kirche wird im Zusammenhang mit Brenitz genannt.

## Bevölkerungsentwicklung
Für die Ortschaft ermittelte man folgende Häuser- und Einwohnerzahlen:
- 1869: 1 Haus, 7 Einwohner[1]